# Liste der Lieder von Julia Zahra

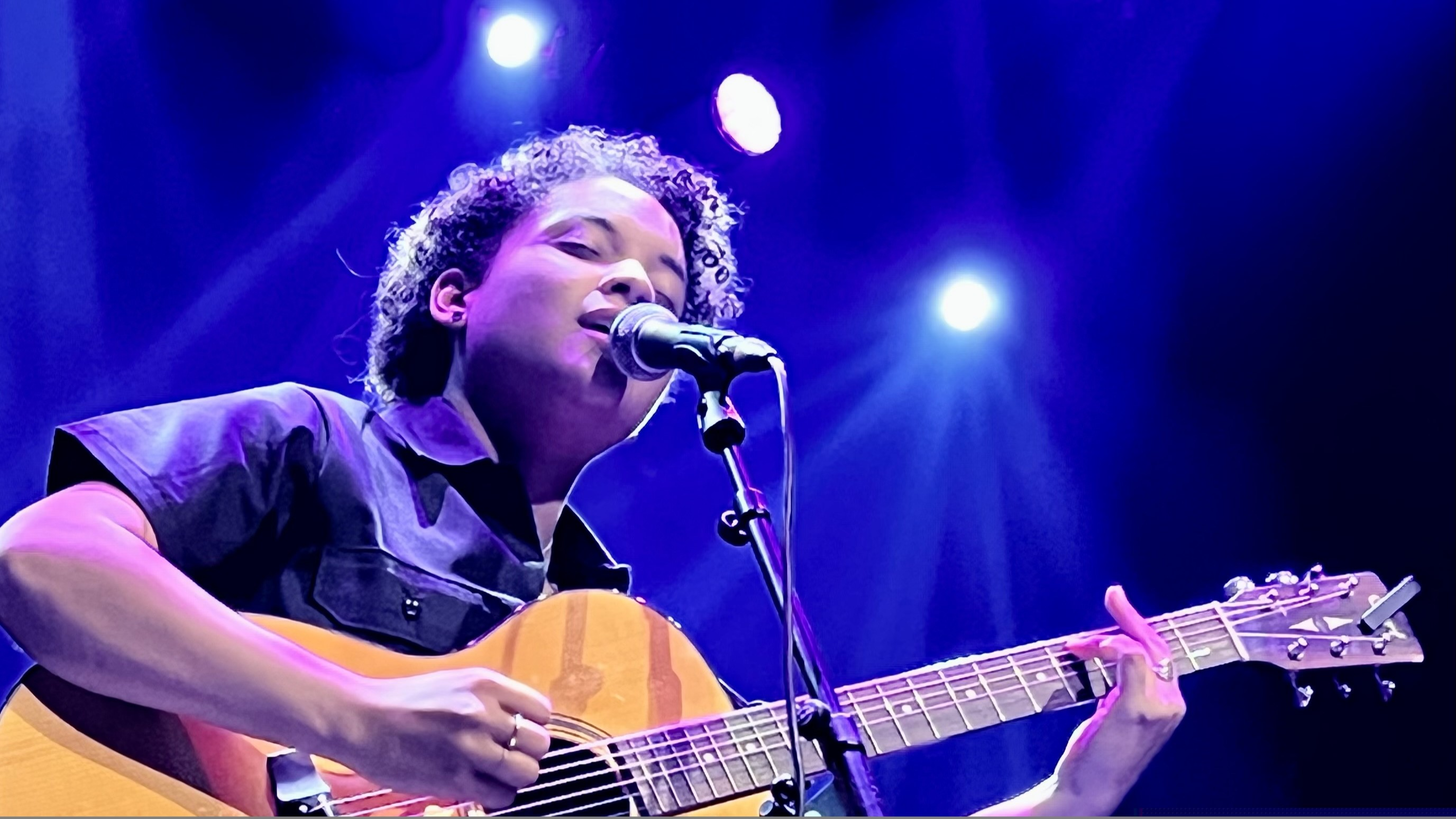
Julia Zahra (2022)

Dies ist eine Liste der Lieder der niederländischen Singer-Songwriterin Julia Zahra. Im Dezember 2013 gewann sie die Gesangs-Castingshow The Voice of Holland, im Juli 2015 siegte sie im TV-Format Beste Zangers und im April 2023 ist sie in der TV-Show Better Than Ever erfolgreich. Zu den erfolgreichsten Veröffentlichungen der Künstlerin zählt national ihre erste Single Oops! I Did It Again mit der sie Platz #1 der niederländischen Single-Charts erreicht, sowie die Single Just an Illusion mit der sie international erfolgreich ist.
Die Reihenfolge der Titel ist alphabetisch sortiert. Sie gibt zudem Auskunft über die Urheber.

## A
| #  | Titel                       | Werk             | Autoren | Veröffentlichung                               | Jahr | *      |
| -- | --------------------------- | ---------------- | --- | ---------------------------------------------- | ---- | ------ |
| 1  | A little bit of home        | Eigenkomposition | Julia Zahra, Kirsten Michel | Something New (EP)                             | 2017 | [ 1 ]  |
| 2  | A little bit of home (Live) | Eigenkomposition | Julia Zahra, Kirsten Michel | Live Recordings from the Remedy Tour (Live-EP) | 2020 | [ 2 ]  |
| 3  | Age                         | Cover            | Matthew Halles, Lianne M. Barnes | Age (Single)                                   | 2013 | [ 3 ]  |
| 4  | Age                         | Cover            | Matthew Halles, Lianne M. Barnes | Julia van der Toorn (Album)                    | 2014 | [ 4 ]  |
| 5  | Alone                       | Cover            | Selah Sue |                                                | 2015 | [ 5 ]  |
| 6  | All of me                   | Cover            | Tobi Gad, John Legend | All of me (Single)                             | 2013 | [ 6 ]  |
| 7  | All of me                   | Cover            | Tobi Gad, John Legend | Julia van der Toorn (Album)                    | 2014 | [ 7 ]  |
| 8  | Another way                 | Eigenkomposition | Composition by Julia Zahra, Niels Zuiderhoek, Simon Gitsels \| Lyrics by Julia Zahra, Niels Zuiderhoek, Simon Gitsels \| Produced by Huub Reijnders \| Drums by Casper van Helvoirt \| Bass by Huy Le \| Keys by Daniel Zouitni \| Guitar by Lodewijk Bakker \| Guitar & Backing Vocals by Anne Roos Peterse \| Backing Vocals by Louisa Brunhoso \| Mixed by Huub Reijnders \| Mastered by Pier-Durk Hogeterp | Another way (Single)                           | 2019 | [ 8 ]  |
| 9  | Another Way (Live)          | Eigenkomposition | Composition by Julia Zahra, Niels Zuiderhoek, Simon Gitsels \| Lyrics by Julia Zahra, Niels Zuiderhoek, Simon Gitsels \| Produced by Huub Reijnders \| Drums by Casper van Helvoirt \| Bass by Huy Le \| Keys by Daniel Zouitni \| Guitar by Lodewijk Bakker \| Guitar & Backing Vocals by Anne Roos Peterse \| Backing Vocals by Louisa Brunhoso \| Mixed by Huub Reijnders \| Mastered by Pier-Durk Hogeterp | Live Recordings from the Remedy Tour (Live-EP) | 2020 | [ 9 ]  |
| 10 | Another Way (Live)          | Eigenkomposition | Composition by Julia Zahra, Niels Zuiderhoek, Simon Gitsels \| Lyrics by Julia Zahra, Niels Zuiderhoek, Simon Gitsels \| Produced by Huub Reijnders \| Drums by Casper van Helvoirt \| Bass by Huy Le \| Keys by Daniel Zouitni \| Guitar by Lodewijk Bakker \| Guitar & Backing Vocals by Anne Roos Peterse \| Backing Vocals by Louisa Brunhoso \| Mixed by Huub Reijnders \| Mastered by Pier-Durk Hogeterp | Closer - Live from the Remedy Tour (Single)    | 2020 | [ 10 ] |
| 11 | Another Way                 | Eigenkomposition | Composition by Julia Zahra, Niels Zuiderhoek, Simon Gitsels \| Lyrics by Julia Zahra, Niels Zuiderhoek, Simon Gitsels \| Produced by Huub Reijnders \| Drums by Casper van Helvoirt \| Bass by Huy Le \| Keys by Daniel Zouitni \| Guitar by Lodewijk Bakker \| Guitar & Backing Vocals by Anne Roos Peterse \| Backing Vocals by Louisa Brunhoso \| Mixed by Huub Reijnders \| Mastered by Pier-Durk Hogeterp | Remedy (Album)                                 | 2021 | [ 11 ] |

## B
| # | Titel             | Werk  | Autoren                                                                      | Veröffentlichung            | Jahr | *      |
| - | ----------------- | ----- | ---------------------------------------------------------------------------- | --------------------------- | ---- | ------ |
| 1 | Butterfly (Cover) | Cover | Mark A. Owen, John M. Shanks, Gary Barlow, Jason T. Orange, Howard P. Donald | Julia van der Toorn (Album) | 2014 | [ 12 ] |

## C
| # | Titel         | Werk             | Autoren | Veröffentlichung                               | Jahr | *      |
| - | ------------- | ---------------- | --- | ---------------------------------------------- | ---- | ------ |
| 1 | Closer        | Eigenkomposition | Julia Zahra | Something New (EP)                             | 2017 | [ 13 ] |
| 2 | Closer (Live) | Eigenkomposition | Julia Zahra | Live Recordings from the Remedy Tour (Live-EP) | 2020 | [ 14 ] |
| 3 | Closer (Live) | Eigenkomposition | Julia Zahra | Closer - Live from the Remedy Tour (Single)    | 2020 | [ 15 ] |
| 4 | Closer        | Cover            | Don Gimore, James Jiro Fukai, Jason Singleton, Joshua Moates, Kevon Palmer | Julia van der Toorn (Album)                    | 2014 | [ 16 ] |
| 5 | Come On Over  | Eigenkomposition | Composition by Julia Zahra \| Lyrics by Julia Zahra \| Produced by Huub Reijnders & Ruben Steens \| Drums by Casper van Helvoirt \| Bass by Huy Le \| Keys by Daniel Zouitni \| Guitar by Yasper Molle \| Guitar & Backing Vocals by Anne Roos Peterse \| Backing Vocals by Louisa Brunhoso \| Mixed by Friso Keunen \| Mastered by Pier-Durk Hogeterp | Remedy (Album)                                 | 2021 | [ 17 ] |

## D
| # | Titel                    | Werk             | Autoren                                   | Veröffentlichung                           | Jahr | *      |
| - | ------------------------ | ---------------- | ----------------------------------------- | ------------------------------------------ | ---- | ------ |
| 1 | Dit Moet Een Zondag Zijn | Cover            | Lange Frans & Baas B                      | De Beste Zangers van Nederland (Episode 7) | 2015 | [ 18 ] |
| 2 | Do You                   | Eigenkomposition | Julia Zahra, Lennard Vink, You Guys Music | Do You (Single)                            | 2019 | [ 19 ] |

## E
| # | Titel                | Werk  | Autoren                                                                                 | Veröffentlichung            | Jahr | *      |
| - | -------------------- | ----- | --------------------------------------------------------------------------------------- | --------------------------- | ---- | ------ |
| 1 | Empire state of mind | Cover | Angela Hunte, Alicia Keys, Alexander Shuckburgh, Burt Keyes, Janet Sewell, Shawn Carter | Julia van der Toorn (Album) | 2014 | [ 20 ] |

## F
| # | Titel             | Werk             | Autoren                           | Veröffentlichung                    | Jahr | *      |
| - | ----------------- | ---------------- | --------------------------------- | ----------------------------------- | ---- | ------ |
| 1 | Fast Car          | Cover            | Tracy Chapman                     | Live bij Evers Staat Op - Radio 538 | 2014 | [ 21 ] |
| 2 | Fall Into Love    | Eigenkomposition | Composer: Julia Zahra; Jasper Ras | Fall Into Love (Single)             | 2025 | [ 22 ] |
| 3 | Feel like Falling | Cover            |                                   | Feel like Falling (Single)          | 2015 | [ 23 ] |

## G
| # | Titel     | Werk             | Autoren                          | Veröffentlichung   | Jahr | *      |
| - | --------- | ---------------- | -------------------------------- | ------------------ | ---- | ------ |
| 1 | Geen Held | Eigenkomposition | Kim Goedegebure, Rogier Wagenaar | Geen Held (Single) | 2016 | [ 24 ] |
| 2 | Gone      | Cover            | Lianne La Havas                  |                    | 2016 | [ 25 ] |

## H
| # | Titel      | Werk             | Autoren                      | Veröffentlichung                     | Jahr | *      |
| - | ---------- | ---------------- | ---------------------------- | ------------------------------------ | ---- | ------ |
| 1 | Hey Ya     | Cover            | Andre Benjamin               | Julia van der Toorn (Album)          | 2014 | [ 26 ] |
| 2 | Home Again | Cover            | Michael Kiwanuka             |                                      | 2016 | [ 27 ] |
| 3 | Home Again | Cover            | Michael Kiwanuka             | Better Than Ever 2023 (Single)       | 2023 | [ 28 ] |
| 4 | Horizon    | Eigenkomposition | Andro Ackermann, Julia Zahra | Horizon (feat. JULIA ZAHRA) (Single) | 2024 | [ 29 ] |
| 5 | Hurt Me    | Cover            | Låpsley                      |                                      | 2016 | [ 30 ] |

## I
| # | Titel                | Werk             | Autoren | Veröffentlichung          | Jahr | *      |
| - | -------------------- | ---------------- | --- | ------------------------- | ---- | ------ |
| 1 | I blame it all on me | Eigenkomposition | Julia Zahra, You Guys Music | Something New (EP)        | 2017 | [ 31 ] |
| 2 | I Know               | Eigenkomposition | Julia Zahra | I Know (Demo)             | 2016 | [ 32 ] |
| 3 | I'm Yours            | Cover            | Jason Mraz |                           | 2012 | [ 33 ] |
| 4 | Ik Blijf Bij Jou     | Eigenkomposition | Julia Zahra, You Guys Music | Ik Blijf Bij Jou (Single) | 2016 | [ 34 ] |
| 5 | Indiana              | Eigenkomposition | Composition by Julia Zahra \| Lyrics by Julia Zahra \| Produced by Huub Reijnders & Ruben Steens\| Bass by Huy Le \| Keys by Daniel Zouitni \| Guitar by Yasper Molle \| Guitar & Backing Vocals by Anne Roos Peterse \| Backing Vocals by Louisa Brunhoso \| String arrangement by Reyer Zwart \| 1st violin by Marieke de Brujin \| 2nd violin by Laura van der Stoep \| Viola by Mark Mulder \| Cello by Jos Teeken \| Mixed by Friso Keunen \| Mastered by Pier-Durk Hogeterp | Indiana (Single)          | 2021 | [ 35 ] |
| 6 | Indiana              | Eigenkomposition | Composition by Julia Zahra \| Lyrics by Julia Zahra \| Produced by Huub Reijnders & Ruben Steens\| Bass by Huy Le \| Keys by Daniel Zouitni \| Guitar by Yasper Molle \| Guitar & Backing Vocals by Anne Roos Peterse \| Backing Vocals by Louisa Brunhoso \| String arrangement by Reyer Zwart \| 1st violin by Marieke de Brujin \| 2nd violin by Laura van der Stoep \| Viola by Mark Mulder \| Cello by Jos Teeken \| Mixed by Friso Keunen \| Mastered by Pier-Durk Hogeterp | Remedy (Album)            | 2021 | [ 36 ] |
| 7 | Indiana Interlude    | Eigenkomposition | Produced by Ruben Steens \| Mixed by Friso Keunen \| Mastered by Pier-Durk Hogeterp | Remedy (Album)            | 2021 | [ 37 ] |

## J
| # | Titel            | Werk  | Autoren                         | Veröffentlichung                       | Jahr | *      |
| - | ---------------- | ----- | ------------------------------- | -------------------------------------- | ---- | ------ |
| 1 | Just an Illusion | Cover | Cees Tol, Thomas Tol, Jan Tuijp | Just an Illusion (Single)              | 2015 | [ 38 ] |
| 2 | Just an Illusion | Cover | Cees Tol, Thomas Tol, Jan Tuijp | De Beste Zangers van Nederland (Album) | 2015 | [ 39 ] |
| 3 | Just an Illusion | Cover | Cees Tol, Thomas Tol, Jan Tuijp | Something New (EP)                     | 2017 | [ 40 ] |

## K
| # | Titel                                              | Werk  | Autoren                   | Veröffentlichung            | Jahr | *      |
| - | -------------------------------------------------- | ----- | ------------------------- | --------------------------- | ---- | ------ |
| 1 | Keep It Loose, Keep It Tight                       | Cover | Amos Lee                  |                             | 2011 |        |
| 2 | Killer Bee                                         | Cover | Anouk Teeuwe, John Bettis | Julia van der Toorn (Album) | 2014 | [ 41 ] |
| 3 | Killing Me Softly With His Song (Duett mit Waylon) | Cover | Lori Lieberman            |                             | 2023 | [ 42 ] |

## L
| # | Titel                                                           | Werk             | Autoren | Veröffentlichung                               | Jahr | *      |
| - | --------------------------------------------------------------- | ---------------- | --- | ---------------------------------------------- | ---- | ------ |
| 1 | Liar Liar                                                       | Cover            | Dallas Austin, Pharrell Williams | Live bij RuuddeWild - Radio 538                | 2014 | [ 43 ] |
| 2 | Lift me up (Live)                                               | Eigenkomposition | Julia Zahra | Live Recordings from the Remedy Tour (Live-EP) | 2020 | [ 44 ] |
| 3 | Like a Jellyfish (Lead Vocals - Julia Zahra und Cheyenne Toney) | Eigenkomposition | Amir Swaab | Like a Jellyfish (Live-EP)                     | 2015 | [ 45 ] |
| 4 | Live High                                                       | Cover            | Jason Mraz |                                                | 2016 | [ 46 ] |
| 5 | Love Divine                                                     | Eigenkomposition | Composition by Julia Zahra, Niels Zuiderhoek, Simon Gitsels \| Lyrics by Julia Zahra, Niels Zuiderhoek, Simon Gitsels \| Produced by Huub Reijnders & Ruben Steens\| Drums by Casper van Helvoirt \| Bass by Huy Le \| Keys by Daniel Zouitni \| Guitar by Yasper Molle \| Guitar & Backing Vocals by Anne Roos Peterse \| Backing Vocals by Louisa Brunhoso \| Mixed by Friso Keunen \| Mastered by Pier-Durk Hogeterp | Remedy (Album)                                 | 2021 | [ 47 ] |
| 6 | Love Reaction                                                   | Eigenkomposition | Composition by Julia Zahra \| Lyrics by Julia Zahra \| Produced by Ruben Steens \| Mixed by Friso Keunen \| Mastered by Pier-Durk Hogeterp | Love Reaction (Single)                         | 2021 | [ 48 ] |
| 7 | Love Reaction                                                   | Eigenkomposition | Julia Zahra | Remedy (Album)                                 | 2021 | [ 49 ] |

## M
| # | Titel                                                | Werk             | Autoren                                                                                    | Veröffentlichung                           | Jahr | *      |
| - | ---------------------------------------------------- | ---------------- | ------------------------------------------------------------------------------------------ | ------------------------------------------ | ---- | ------ |
| 1 | Magic (Lead Vocals - Julia Zahra und Sabrina Starke) | Eigenkomposition | Sabrina Starke, Julia Zahra, Salle de Jonge, Azim Inami, Hugo den Oudsten, Simon Akkermans | Our Time Our Music (Album)                 | 2022 | [ 50 ] |
| 2 | Make you feel my Love                                | Cover            | Adele                                                                                      |                                            | 2012 | [ 51 ] |
| 3 | Man Down                                             | Cover            | Robyn Fentin, Shama E. Joseph, Timothy Thomas, Theron Thomas, Shontelle Layne              | Man Down (Single)                          | 2013 | [ 52 ] |
| 4 | Man Down                                             | Cover            | Robyn Fentin, Shama E. Joseph, Timothy Thomas, Theron Thomas, Shontelle Layne              | Julia van der Toorn (Album)                | 2014 | [ 53 ] |
| 5 | Maniac                                               | Cover            | Dennis Matkosky, Michael Sembello                                                          | De Beste Zangers van Nederland (Episode 3) | 2015 | [ 54 ] |
| 6 | Met Mijn Ogen Open                                   | Eigenkomposition | Julia Zahra                                                                                | Met Mijn Ogen Open (Single)                | 2016 | [ 55 ] |

## N
| # | Titel                  | Werk  | Autoren         | Veröffentlichung               | Jahr | *      |
| - | ---------------------- | ----- | --------------- | ------------------------------ | ---- | ------ |
| 1 | New York State of Mind | Cover | Billy Joel      | Talkshow "M" Live              | 2020 | [ 56 ] |
| 2 | No Woman, No Cry       | Cover | Bob Marley      | Better Than Ever 2023 (Single) | 2023 | [ 57 ] |
| 3 | No Room For Doubt      | Cover | Lianne La Havas | Better Than Ever 2023          | 2023 | [ 58 ] |

## O
| # | Titel                   | Werk             | Autoren | Veröffentlichung                 | Jahr | *      |
| - | ----------------------- | ---------------- | --- | -------------------------------- | ---- | ------ |
| 1 | Old Habits              | Eigenkomposition | Composition by Julia Zahra, Anne Roos Peterse, Lodewijk Bakker \| Lyrics by Julia Zahra & Anne Roos Peterse \| Produced by Ruben Steens \| Guitar by Anne Roos Peterse \| String arrangement by Reyer Zwart \| 1st violin by Marieke de Brujin \| 2nd violin by Laura van der Stoep \| Viola by Mark Mulder \| Cello by Jos Teeken \| Final words by Jess Leslie \| Mixed by Friso Keunen \| Mastered by Pier-Durk Hogeterp | Remedy (Album)                   | 2021 | [ 59 ] |
| 2 | Oops ... I did it again | Cover            | Martin Max, Rami Yacoub | Oops ... I did it again (Single) | 2014 | [ 60 ] |
| 3 | Oops ... I did it again | Cover            | Martin Max, Rami Yacoub | Julia van der Toorn (Album)      | 2014 | [ 61 ] |

## P
| # | Titel       | Werk  | Autoren | Veröffentlichung | Jahr | *      |
| - | ----------- | ----- | ------- | ---------------- | ---- | ------ |
| 1 | Paper Plane | Cover | DI-RECT |                  | 2015 | [ 62 ] |

## R
| # | Titel           | Werk             | Autoren | Veröffentlichung | Jahr | *      |
| - | --------------- | ---------------- | --- | ---------------- | ---- | ------ |
| 1 | Raggamuffin     | Cover            | Selah Sue |                  | 2013 | [ 63 ] |
| 2 | Redemption Song | Cover            | Bob Marley |                  | 2022 | [ 64 ] |
| 3 | Remedy          | Eigenkomposition | Composition by Julia Zahra, Basil Kühne \| Lyrics by Julia Zahra \| Produced by Huub Reijnders \| Drums by Casper van Helvoirt \| Bass by Huy Le \| Keys by Daniel Zouitni \| Guitar by Yasper Molle \| Guitar & Backing Vocals by Anne Roos Peterse \| Backing Vocals by Louisa Brunhoso \| String arrangement by Reyer Zwart \| 1st violin by Marieke de Brujin \| 2nd violin by Laura van der Stoep \| Viola by Mark Mulder \| Cello by Jos Teeken \| Mixed by Friso Keunen \| Mastered by Pier-Durk Hogeterp | Remedy (Single)  | 2020 | [ 65 ] |
| 4 | Remedy          | Eigenkomposition | Composition by Julia Zahra, Basil Kühne \| Lyrics by Julia Zahra \| Produced by Huub Reijnders \| Drums by Casper van Helvoirt \| Bass by Huy Le \| Keys by Daniel Zouitni \| Guitar by Yasper Molle \| Guitar & Backing Vocals by Anne Roos Peterse \| Backing Vocals by Louisa Brunhoso \| String arrangement by Reyer Zwart \| 1st violin by Marieke de Brujin \| 2nd violin by Laura van der Stoep \| Viola by Mark Mulder \| Cello by Jos Teeken \| Mixed by Friso Keunen \| Mastered by Pier-Durk Hogeterp | Remedy (Album)   | 2021 | [ 66 ] |
| 5 | Roar            | Cover            | Katy Perry | Radio 100% NL    | 2016 | [ 67 ] |
| 6 | Rude            | Cover            | MAGIC! |                  | 2016 | [ 68 ] |

## S
| #  | Titel                         | Werk             | Autoren                                                                   | Veröffentlichung                               | Jahr | *      |
| -- | ----------------------------- | ---------------- | ------------------------------------------------------------------------- | ---------------------------------------------- | ---- | ------ |
| 1  | She´s a Lady                  | Cover            | Tom Jones                                                                 | De Beste Zangers van Nederland (Episode 5)     | 2015 | [ 69 ] |
| 2  | Softness                      | Eigenkomposition | Julia Zahra                                                               | Softness (Single)                              | 2024 | [ 70 ] |
| 3  | Someone like You              | Cover            | Adele                                                                     |                                                | 2011 | [ 71 ] |
| 4  | Something New                 | Eigenkomposition | Julia Zahra                                                               | Something New (EP)                             | 2017 | [ 72 ] |
| 5  | Something Just Like This      | Cover            | Andrew Taggart, Chris Martin, Guy Berryman, Jonny Buckland, Will Champion | Young Impact Celebration                       | 2018 | [ 73 ] |
| 6  | Something New - Dawnley Remix | Eigenkomposition | Julia Zahra                                                               | Something New - Dawnley Remix (Single)         | 2018 | [ 74 ] |
| 7  | Something New (Live)          | Eigenkomposition | Julia Zahra                                                               | Live Recordings from the Remedy Tour (Live-EP) | 2020 | [ 75 ] |
| 8  | Stop Loving You               | Cover            | Toto                                                                      | Radio Veronica Live bij Giel                   | 2018 | [ 76 ] |
| 9  | Summer of '69                 | Cover            | Bob Clearmountain, Bryan Adams, Jim Vallance                              | De Beste Zangers van Nederland (Album)         | 2015 | [ 77 ] |
| 10 | Sweet Mama                    | Eigenkomposition | Julia Zahra                                                               | Something New (EP)                             | 2017 | [ 78 ] |
| 11 | Sweet Memories                | Eigenkomposition | Julia Zahra                                                               | Codarts Rotterdam                              | 2022 | [ 79 ] |

## T
| # | Titel                      | Werk             | Autoren | Veröffentlichung         | Jahr | *      |
| - | -------------------------- | ---------------- | --- | ------------------------ | ---- | ------ |
| 1 | Talking about a Revolution | Cover            | Tracy Chapman | Sint Maartens            | 2023 | [ 80 ] |
| 2 | Tears of Joy               | Cover            | Faith Evans | Jellyfish Live           | 2013 | [ 81 ] |
| 3 | Times of Worrying          | Eigenkomposition | Julia Zahra | Times of worrying (Demo) | 2020 | [ 82 ] |
| 4 | Tired                      | Eigenkomposition | Composition by Julia Zahra \| Lyrics by Julia Zahra \| Produced by Huub Reijnders \| Bass by Huy Le \| Keys by Daniel Zouitni \| Guitar by Yasper Molle \| Guitar & Backing Vocals by Anne Roos Peterse \| Backing Vocals by Louisa Brunhoso \| Mixed by Huub Reijnders \| Mastered by Pier-Durk Hogeterp | Tired (Single)           | 2020 | [ 83 ] |
| 5 | Tired                      | Eigenkomposition | Composition by Julia Zahra \| Lyrics by Julia Zahra \| Produced by Huub Reijnders \| Bass by Huy Le \| Keys by Daniel Zouitni \| Guitar by Yasper Molle \| Guitar & Backing Vocals by Anne Roos Peterse \| Backing Vocals by Louisa Brunhoso \| Mixed by Huub Reijnders \| Mastered by Pier-Durk Hogeterp | Remedy (Album)           | 2021 | [ 84 ] |
| 6 | Trouble Free               | Eigenkomposition | Julia Zahra | Trouble Free (Demo)      | 2017 |        |

## V
| # | Titel | Werk  | Autoren                                            | Veröffentlichung            | Jahr | *      |
| - | ----- | ----- | -------------------------------------------------- | --------------------------- | ---- | ------ |
| 1 | Video | Cover | Shannon Sanders, India Arie Simpson, Carlos Broady | Julia van der Toorn (Album) | 2014 | [ 85 ] |

## W
| # | Titel             | Werk             | Autoren | Veröffentlichung            | Jahr | *      |
| - | ----------------- | ---------------- | --- | --------------------------- | ---- | ------ |
| 1 | Waiting All Night | Cover            | Amir Izadkhah, Kesi Dryden | Julia van der Toorn (Album) | 2014 | [ 86 ] |
| 2 | Who You Wanna Be  | Eigenkomposition | Composition by Julia Zahra \| Lyrics by Julia Zahra \| Produced by Ruben Steens \| String arrangement by Reyer Zwart \| 1st violin by Marieke de Brujin \| 2nd violin by Laura van der Stoep \| Viola by Mark Mulder \| Cello by Jos Teeken \| Mixed by Friso Keunen \| Mastered by Pier-Durk Hogeterp | Remedy (Album)              | 2021 | [ 87 ] |
| 3 | Who You Wanna Be  | Eigenkomposition | Composition by Julia Zahra \| Lyrics by Julia Zahra \| Produced by Ruben Steens \| String arrangement by Reyer Zwart \| 1st violin by Marieke de Brujin \| 2nd violin by Laura van der Stoep \| Viola by Mark Mulder \| Cello by Jos Teeken \| Mixed by Friso Keunen \| Mastered by Pier-Durk Hogeterp | Who You Wanna Be (Single)   | 2021 | [ 88 ] |
| 4 | Wings             | Cover            | Birdy |                             | 2016 | [ 89 ] |
| 5 | Wrecking Ball     | Cover            | Stephan Richard Moccio, Maureen Anne McDonald, Sacha Skarbek | Julia van der Toorn (Album) | 2014 | [ 90 ] |

## Y
| # | Titel     | Werk             | Autoren | Veröffentlichung   | Jahr | *      |
| - | --------- | ---------------- | ------- | ------------------ | ---- | ------ |
| 1 | You and I | Eigenkomposition |         | You and I (Single) | 2014 | [ 91 ] |

## Z
| # | Titel                                      | Werk  | Autoren                           | Veröffentlichung                       | Jahr | *      |
| - | ------------------------------------------ | ----- | --------------------------------- | -------------------------------------- | ---- | ------ |
| 1 | Zaterdag                                   | Cover | Peter Slager                      | De Beste Zangers van Nederland (Album) | 2015 | [ 92 ] |
| 2 | Zie Je Mij [Be the One]                    | Cover | Dua Lipa                          | Live bij Qmusic                        | 2016 | [ 93 ] |
| 3 | Zij gelooft in mij (Duett mit Lange Frans) | Cover | Steve Gibb, André Hazes           | De Beste Zangers van Nederland (Album) | 2015 | [ 94 ] |
| 4 | Zij maakt het verschil                     | Cover | Martin Buitenhuis, Paul De Munnik | De Beste Zangers van Nederland (Album) | 2015 | [ 95 ] |